# Euphrasia kjellbergii
Euphrasia kjellbergii là loài thực vật có hoa thuộc họ Cỏ chổi. Loài này được Du Rietz mô tả khoa học đầu tiên năm 1931.